# Toy Story 2
Toy Story 2 er en animationsfilm fra 1999, som er efterfølgeren til Toy Story, en Disney-Pixar Film.
Til filmen blev der også lavet et computerspil kaldet Toy Story 2: Buzz Lightyear to the Rescue, der udkom samme år.

## Handling
I et forsøg på at redde sin ven, pivedyret Wheezy, falder cowboydukken Woody i hænderne på den skruppelløse legetøjsforhandler Al, der ønsker at sælge ham til et legetøjsmuseum i Japan. Muséet er villige til at betale for hele den klassiske Woody-legetøjsserie, som ud over Woody består af hans veninde Jessie, Guldgraveren Stinky Pete og hans hest, Bullseye.
Woodys venner, under ledelse af rum-actionfiguren Buzz Lightyear, vil dog gøre alt for at forhindre Woody i at blive sendt til Japan, og de indleder derfor en storstilet redningsaktion.

## Medvirkende danske stemmer
- Woody: Preben Kristensen
- Buzz Lightyear: Thomas Eje
- Jessie: Puk Scharbau
- Bodil: Ann Hjort
- Hr. Potato Head: John Hahn-Petersen
- Basse: Lasse Lunderskov
- Slinky: Peter Zhelder
- Rex: Anders Bircow
- Guldgraveren Stinky Pete: Per Pallesen
- Anders: Lukas Forchhammer
- Fru. Potato Head: Birthe Neumann
- Al: Amin Jensen
- Wheezy: Tonny Lambert
- Kejser Zurg: Nis Bank-Mikkelsen
- Sergent: Lars Thiesgaard
- Tour Guide Barbie: Anita Lerche
- Reparatøren: Niels Weyde
- Stavemaskine: Lars Thiesgaard
- Anders' mor: Michelle Bjørn-Andersen
- Rumvæsen׃ Peter Røschke, Torben Sekov, Lars Thiesgaard
- Anne: Annevig Schelde Ebbe
- Barbier: Annette Heick
- Pige: Rosalinde Mynster
- Mor: Vibeke Hastrup
- George: Jens Jacob Tychsen
- Arbejder: Peter Røschke
- Flik: Peter Mygind
- Heimlich: Mads M. Nielsen

I øvrigt medvirkende
- Pauline Rehné

## Produktion
Tekst mangler, hjælp os med at skrive teksten

## Modtagelse
Tekst mangler, hjælp os med at skrive teksten